# پوئبلو او ساندیا ویلیج (نیومکزیکو)
پوئبلو او ساندیا ویلیج (به انگلیسی: Pueblo of Sandia Village) یک منطقهٔ مسکونی در ایالات متحده آمریکا است که در شهرستان سندووال، نیومکزیکو واقع شده‌است. پوئبلو او ساندیا ویلیج ۲٫۵ کیلومتر مربع مساحت و ۳۴۴ نفر جمعیت دارد و ۱٬۵۳۶ متر بالاتر از سطح دریا واقع شده‌است.